# Bates Motel
Bates Motel es una película de terror para televisión de 1987, dirigida por Richard  Rothstein. Se trata de un spin-off de la saga de Psicosis .

## Argumento
Alex West, un joven mentalmente perturbado, fue ingresado en un asilo debido a que asesinó a su padrastro, que era un abusador. Se hace amigo de Norman Bates y queda como heredero del Bates Motel.

## Reparto
| Actor          | Personaje                   |
| -------------- | --------------------------- |
| Bud Cort       | Alex West                   |
| Lori Petty     | Willie                      |
| Moses Gunn     | Henry Watson                |
| Gregg Henry    | Tom Fuller                  |
| Khrystyne Haje | Sally                       |
| Jason Bateman  | Tony Scotti                 |
| Kerrie Keane   | Barbara Peters              |
| Robert Picardo | Dr. Goodman                 |
| Andy Albin     | Sr. Yokes                   |
| Dolores Albin  | Sra. Fisher                 |
| Kelly Ames     | Beth                        |
| Robert Axelrod | Vendedor de pieles de oveja |
| Gary Ballard   | Pastor                      |
| Nat Bernstein  | Vendedor                    |
| Peter Dobson   | Billy Parks                 |
| Timothy Fall   | Terry Miller                |
| Carmen Filpi   | Buddy                       |
| Greg Finley    | Abogado                     |
| Kurt Paul      | Norman Bates                |

## Psycho (franquicia)
- Psycho (1960), dirigida por Alfred Hitchcock.
- Psycho II (1983), secuela del primer film dirigida por Richard Franklin (no relacionada con la novela Psycho II).
- Psycho III (1986), segunda secuela del primer film, dirigida por Anthony Perkins.
- Psicosis IV (1990)
- Bates Motel (1987) película para televisión inicialmente propuesta como un piloto de TV.
- Psicosis (1998), dirigida por Gus Van Sant, remake cuadro por cuadro (shot-for-shot) del film original de 1960.
- The Psycho Legacy (2010) documental sobre la serie de películas.
- Bates Motel (2013), reboot/precuela en forma de serie de TV situado en el presente y en Oregón en lugar de California.